# Santa María de las Mercedes y San Adriano en Villa Albani (título cardenalicio)
Santa María de las Mercedes y San Adriano en Villa Albani es un título cardenalicio diaconal de la Iglesia Católica. Fue instituido por el papa Pablo VI en 1967 con la constitución apostólica Hac nostra aetate.

## Titulares
- John Joseph Krol; título presbiteral pro hac vice (26 de junio de 1967 - 3 de marzo de 1996)
- Vacante
- Albert Vanhoye, S.J. (24 de marzo de 2006 - 20 de junio de 2016); título presbiteral pro hac vice (20 de junio de 2016 - 29 de julio de 2021)
- Fernando Vérgez Alzaga (27 de agosto de 2022)